# Дзвели-Бургули
Дзвели-Бургули (груз. ძველი ბურღული) — село в Грузии, в муниципалитете Душети края Мцхета-Мтианети. 

## География
Село расположено в центральной части края, в 25 километрах по прямой к западу от центра муниципалитета Душети. Высота центра — 960 метров над уровнем моря.

## Население
По данным переписи населения 2014 года, в селе проживало 23 человека.
| Год  | Население | Мужчины | Женщины |
| ---- | --------- | ------- | ------- |
| 2002 | 32        | 19      | 13      |
| 2014 | 23        | 13      | 10      |